# Степанов, Сергей Яковлевич
Сергей Яковлевич Степанов (род. 30 мая 1941 года, Москва) — советский и российский учёный в области механики.

## Биография
Родился в семье инженеров-железнодорожников.
В 1963 году окончил механико-математический факультет МГУ, затем — аспирантуру там же. С 1966 года работает в Вычислительном центре им. А. А. Дородницына РАН.
Кандидат физико-математических наук (1969), ученик В. В. Румянцева.
Доктор физико-математических наук (2001), тема докторской диссертации «Аналитическое и численное исследование устойчивости стационарных движений».
Зав. отделом механики Вычислительного центра им. А. А. Дородницына РАН.
В 2001 году избран в состав Российского национального комитета по теоретической и прикладной механике, с 2011 года — член Президиума.
Профессор кафедры теоретической механики и мехатроники механико-математического факультета МГУ (2011—2019).

## Научные интересы
Работы посвящены развитию общих методов исследования устойчивости стационарных движений, в том числе на конечном интервале времени и систем с негладкими и разрывными характеристиками силовых взаимодействий, исследованию фрикционных автоколебаний и другим задачам теоретической механики: устойчивость по Ляпунову, динамика связанных твёрдых тел (в частности, облаков Кордылевского) и транспортных систем, динамика спутниковых систем, численные методы механики, современные методы компьютерного программирования и их приложения для решения задач механики, разработка методологии эффективного обучения.

## Труды

### Основные научные труды
- Установившиеся движения консервативных механических систем. Существование и устойчивость : конспект лекций / А. А. Буров, С. Я. Степанов; ФГОУ ВПО «Российский гос. ун-т туризма и сервиса» (ФГОУ ВПО «РГУТиС»). — Москва : РГУТиС, 2007. — 62 с.
- Устойчивость установившихся движений и динамика орбитальных систем / С. Я. Степанов. — Москва : Эдитус, 2021. — 236 с.; ISBN 978-5-00149-625-0 : 500 экз.
- Избранные задачи теоретической и прикладной механики / С. Я. Степанов. - Москва : Белый ветер, 2023. - 95 с.; ISBN 978-5-907718-45-6 : 300 экз.

### Летописи науки
- Дородницына В. В., Евтушенко Ю. Г., Шевченко В. В. Академик А. А. Дородницын: жизнь как время дерзновенное (к 105-летию со дня рождения). // Под общей ред. д. ф.-м. н. С. Я. Степанова. М.: ВЦ РАН, 2015. 466 с. Формат 60*90 1/8 (210*298 мм). 300 шт. ISBN 978-5-906693-26-6.

### Выступления
- Выступления Пикулина С. В., Бурова А.А., Степанова С.Я. и Власова В.И. на семинаре им. А.А. Дородницына «Методы решения задач математической физики» 31 января 2019 г., ВЦ ФИЦ ИУ РАН.